# Твърда главня по пшеницата
Твърдата главня по пшеницата е болест, която в миналото е нанасяла големи щети, но с прилагането на ефикасни средства за борба с нейното разпространяване е ограничено.

### Симптоми
Болните растения до фаза изкласяване не се различават от останалите. Болестта най-ясно проличава при наливането на зърното и при млечна зрялост. Отначало цветовете на болното растение са по-тънки и тъмнозелени в сравнение със здравите. След наливане на зърното те стават по-дебели, с широко отворени плеви и по-разперени осили. Във всяко класче броят на зърната е по-голям, те са по-дребни и закръглени. Семенната обвивка се запазва. При жътвата тя се разкъсва. Вместо семе излиза черна праховина, мазна при стриване маса от спори, с неприятна миризма на развалена риба.

### Причинител
Главнята се причинява от 2 вида гъби – Tilletia tritici и Tilletia levis. Заразяването става по време на жътвата, като главнивите зърна се разрушават, спорите се разпръскват, полепват по повърхността на здравите зърна, а друга част попада в почвата. При засяване спорите покълват и заразяват млади кълнове.